# Иглвил (Мисури)
Иглвил (енгл. Eagleville) град је у америчкој савезној држави Мисури.

## Демографија
По попису из 2010. године број становника је 316, што је 5 (-1,6%) становника мање него 2000. године.
| Група             | 2000.       | 2010.       |
| Белци             | 313 (97,5%) | 309 (97,8%) |
| Афроамериканци    | 0 (0,0%)    | 1 (0,3%)    |
| Азијати           | 0 (0,0%)    | 0 (0,0%)    |
| Хиспаноамериканци | 4 (1,2%)    | 5 (1,6%)    |
| Укупно            | 321         | 316         |